# Revaz Cselebadze
Revaz Cselebadze, grúzul: რევაზ ჩელებაძე (Kobuleti, 1955. október 2. –) olimpiai bronzérmes szovjet válogatott grúz labdarúgó, csatár.

## Pályafutása

### Klubcsapatban
1976 és 1982 között a Dinamo Tbiliszi, 1982-ben a Gurija Lancshuti, 1983 és 1985 között a Dinamo Batumi, 1985 és 1987 között ismét a Dinamo Tbiliszi labdarúgója volt. A Dinamo Tbiliszi csapatával egy szovjet bajnoki címet és két kupagyőzelmet ért el. 

### A válogatottban
1977 és 1980 között hét alkalommal szerepelt a szovjet válogatottban és három gólt szerzett. Tagja volt az 1980-as moszkvai olimpián bronzérmes együttesnek.

## Sikerei, díjai
Szovjetunió
- Olimpiai játékok
  - bronzérmes: 1980, Moszkva

 Dinamo Tbiliszi
- Szovjet bajnokság
  - bajnok: 1978
- Szovjet kupa
  - győztes (2): 1976, 1979

## Statisztika

### Mérkőzései a szovjet válogatottban
| Szovjetunió | Szovjetunió         | Szovjetunió                            | Szovjetunió   | Szovjetunió | Szovjetunió   | Szovjetunió | Szovjetunió | Szovjetunió        |
| #           | Dátum               | Helyszín                               | Hazai         | Eredmény    | Vendég        | Kiírás      | Gólok       | Esemény            |
| ----------- | ------------------- | -------------------------------------- | ------------- | ----------- | ------------- | ----------- | ----------- | ------------------ |
| 1.          | 1977. szeptember 7. | Volgográd, Központi Stadion            | Szovjetunió   | 4 – 1       | Lengyelország | barátságos  | -           | 75'                |
| 2.          | 1977. október 8.    | Párizs, Parc des Princes               | Franciaország | 0 – 0       | Szovjetunió   | barátságos  | -           | 62'                |
| 3.          | 1980. március 26.   | Szófia, Vaszil Levszki Nemzeti Stadion | Bulgária      | 1 – 3       | Szovjetunió   | barátságos  | 2           | 60' 65'            |
| 4.          | 1980. április 29.   | Malmö, Malmö Stadion                   | Svédország    | 1 – 5       | Szovjetunió   | barátságos  | 1           | 39' (11-esből) 65' |
| 5.          | 1980. május 23.     | Moszkva, Központi Lenin Stadion        | Szovjetunió   | 1 – 0       | Franciaország | barátságos  | -           |                    |
| 6.          | 1980. június 15.    | Rio de Janeiro, Maracanã Stadion       | Brazília      | 1 – 2       | Szovjetunió   | barátságos  | -           | 66'                |
| 7.          | 1980. július 12.    | Moszkva, Központi Lenin Stadion        | Szovjetunió   | 2 – 0       | Dánia         | barátságos  | -           | 76'                |
|             | Összesen            |                                        |               | 7           | mérkőzés      |             | 3           | gól                |